# Varnhagen Gesellschaft
Die Varnhagen Gesellschaft e. V. ist eine bundesweit und international tätige gemeinnützige Gesellschaft. Sie widmet sich dem Andenken an das Schriftsteller-Ehepaar Rahel und Karl August Varnhagen und deren Nachlass, der Förderung von Kunst, Kultur und Literatur, der jüdisch-christlichen und deutsch-polnischen Aussöhnung und der Geschichte des 18. und 19. Jahrhunderts.

## Gründung und Zielsetzung
Die Varnhagen Gesellschaft wurde nach zweijähriger Vorbereitung im April 1997 in Hagen unter der Schirmherrschaft von Carola Stern gegründet. Das Rahel Varnhagen Kolleg und das Kulturamt der Stadt Hagen waren an der Gründung beteiligt. Die konstituierende Mitgliederversammlung fand am 13. November 1997 statt.
Der literarische Verein beschäftigt sich mit Leben und Schriften des Ehepaars Rahel und Karl August Varnhagen von Ense sowie mit der Sammlung Varnhagen, mit der Bibliothek Varnhagen sowie mit dem Varnhagenschen Salon. Zu der Sammlung, deren Erforschung, Publikation und Pflege als Vereinsziel formuliert wurde, haben Personen wie Bettina von Arnim, Alexander von Humboldt, Heinrich Heine und der Fürst Hermann von Pückler-Muskau mit Zustiftungen von Autographen beigetragen. Von Interesse sind außerdem die Schwester Varnhagens, Rosa Maria und ihr Ehemann David Assur Assing mit ihrem Freundeskreis in Hamburg und Württemberg sowie ihre Töchter Ludmilla und Ottilie Assing, die in Italien bzw. in den USA lebten.
Ziel der Vereinsarbeit ist es, die heute an verschiedenen Orten befindliche Sammlung besser zu erschließen, die Forschung in aller Welt zu vernetzen, Studierende zu beraten und zu fördern und den Werken neue Leser zu gewinnen. Zu den Schwerpunkten der Arbeit gehören auch die Frauenliteratur, die Briefkultur des 19. Jahrhunderts und der christlich-jüdische Dialog.

## Geschichte
Gründungsvorsitzende der Varnhagen Gesellschaft war die im Mai 2008 verstorbene Journalistin Renée Kraus aus Dortmund. Auf der ersten Mitgliederversammlung im Hagener Osthaus-Museum wurde der Publizist und Übersetzer Nikolaus Gatter zum Vorsitzenden gewählt.
Im Jahr 2002 wurde der Geschäftssitz des Vereins nach Köln verlegt; statuarischer Sitz ist Hagen geblieben, wo der Verein ins Vereinsregister des Amtsgerichts eingetragen ist.
Der Verein hat heute rund 140 Mitglieder in aller Welt. Zu den institutionellen Mitgliedern gehören die Staatsbibliothek zu Berlin – Preußischer Kulturbesitz, die Jagiellonische Bibliothek in Krakau (beide Standorte der Sammlung Varnhagen) und das Centro Studi Rahel Levin am Germanistischen Seminar der Universität Turin, die Mendelssohn-Gesellschaft, die Fouqué-Gesellschaft Berlin-Brandenburg, das Faust-Museum in Knittlingen und weitere Einrichtungen.
Im Jahr 2004 konzipierte die Varnhagen Gesellschaft eine Wanderausstellung mit Informationstafeln, Objekten, Autographen, Erstausgaben und künstlerischen Werken zu Rahel und Karl August Varnhagen sowie zur Geschichte der Sammlung Varnhagen, die für jede Station mit unterschiedlichen thematischen Schwerpunkten ausgerichtet wird. Sie wurde bisher an elf Orten gezeigt. Zu der Ausstellung erschien ein Beiheft mit den Texten der Informationstafeln, einer biographischen Chronik der Familien Varnhagen und Assing sowie einer umfassenden Bibliographie.
Im Jahr 2006 finanzierte die Varnhagen Gesellschaft nach einer Spendensammlung die Restaurierung des Varnhagen-Ehrengrabs auf dem Dreifaltigkeitskirchhof in Berlin-Kreuzberg. In diesem Zusammenhang wirkte sie bei der Verleihung der Rahel-Varnhagen-von-Ense-Medaille durch die Stiftung Preußische Seehandlung an den ehemaligen Direktor der Staatsbibliothek zu Berlin Antonius Jammers während einer Feierstunde im Roten Rathaus mit. Die aus diesem Anlass in Berlin eingerichtete Ausstellung des Vereins wurde mit einem Empfang durch den Kultursenator André Schmitz und mit einem Grußwort von Gerhart Baum eröffnet. Auch Politikerinnen wie Andrea Nahles und Barbara Hendricks würdigten die Arbeit des Vereins durch Grußworte zu verschiedenen Anlässen.

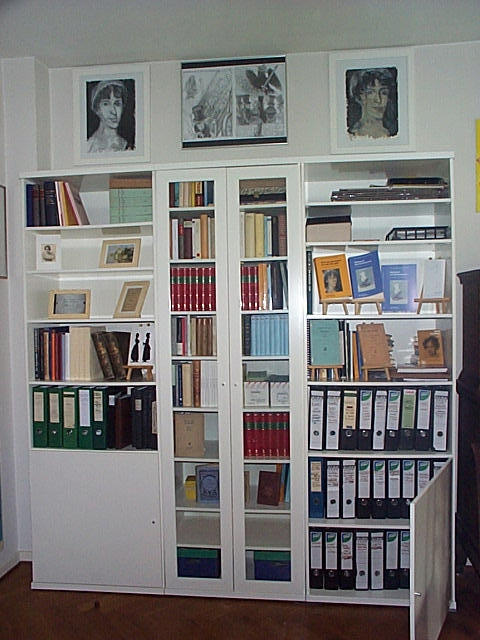
Ein Teil der Bibliothek der Varnhagen Gesellschaft, die aus gespendeten Werken, Bildern und Autographen besteht.

## Aktivitäten
Neben zahlreichen Versammlungen, Lesungen, Vorträgen, Ausstellungen und anderen Projekten veranstaltet die Gesellschaft auch wissenschaftliche Fachtagungen und gibt den Almanach der Varnhagen-Gesellschaft sowie Einzelpublikationen und Faksimiles als Jahresgaben heraus. Über die Vereinsarbeit, Neuerscheinungen und aktuelle Termine berichtet zweimal jährlich der Rundbrief gazzettino, der in einer E-Mail-Version kostenfrei abonniert werden kann.
Im Jahr 2008 beging die Gesellschaft das Gedenken von Rahel Varnhagens 175. Todestag mit einem umfangreichen Veranstaltungsprogramm in Zusammenarbeit mit der Salongesellschaft in Eltville und dem Köln-Salon e. V. der Künstlerin Maria Ahrens.
Zu den langfristigen Projekten des Vereins gehört eine vollständige und kommentierte Edition der (1861 bis 1870 nur zu einem Drittel als Tagebücher gedruckten) Tagesblätter von Karl August Varnhagen von Ense.
Die Varnhagen Gesellschaft ist seit 2001 Mitglied der Arbeitsgemeinschaft Literarischer Gesellschaften (ALG).

## Stationen der WanderausstellungLebensbilder, die Zukunft zu bevölkern
- Köln (Universitäts- und Stadtbibliothek, 2004)[8]
- Hamburg (Staats- und Universitätsbibliothek Carl von Ossietzky, 2004)[9]
- Weinsberg (Baukelter, 2005) auf Einladung der Justinus-Kerner-Vereins und Frauenvereins
- Berlin (Mendelssohn-Remise am Gendarmenmarkt, 2006), anlässlich der Restaurierung des Varnhagen-Ehrengrabs
- Offenbach a. M. (Volkshochschule, 2007), zum Sophie-von-La-Roche-Gedenkjahr (200. Todestag)[10]
- Wien (Volkshochschule Hietzing, 2008),[11]
- Bad Münster am Stein (Kurmittelhaus, 2009)
- Marburg an der Lahn (Haus der Romantik, 2010)
- Siegen (Städtische Galerie Haus Seel, 2012), auf Einladung der Gesellschaft für Christlich-Jüdische Zusammenarbeit Siegerland e. V. zur Woche der Brüderlichkeit[12]
- Mannheim (Johanniskirche, 2013)[13]
- Ludwigshafen-Oggersheim (Schillerhaus, 2016).[14]

## Tagungen
- Rahel Varnhagen und ihre Schwestern. Iserlohn, Evangelische Akademie (23. bis 25. Oktober 1998)
- Ludmilla Assing in Florenz. Florenz, Villa Romana (21. bis 22. April 2000), Tagungsprogramm in: H-Soz-Kult, 21. März 2000 (Web-Ressource)
- „...nur in Europaisch so ausdrücken“. Sprachen, Politik und Geselligkeit im Varnhagenschen Kreis. Kleve, Schloss Gnadenthal (1. bis 3. Oktober 2004), Tagungsaufruf in: H-Soz-Kult, 18. November 2003 (Digitalisat); Programm in H-Soz-Kult, 21. September 2004 (Digitalisat); Tagungsbericht in: H-Soz-Kult, 3. November 2004 (Digitalisat)
- Von Sigurd bis Sickingen. Rittertugenden und Wertekanon von der Romantik bis zur Arbeiterbewegung. Bad Münster am Stein-Ebernburg, Amtshof (12. bis 13. September 2009), Tagungsprogramm in: H-Soz-Kult, 26. August 2009 (Digitalisat)
- „…dies ist der höchste Punkt der Geselligkeit.“ Zirkel, Cliquen, Freundschaftsbünde. Von den Salons der Romantik bis zum Speed-Dating. Marburg, Haus der Romantik (15. bis 16. Mai 2010), Ankündigung im Marburger Haus der Romantik (Web-Ressource)
- „Napoleon war...bei Laon in seinem Unternehmen gescheitert.“ Varnhagen von Ense, seine Sammlung und sein Kreis in europäischer Perspektive. Samoussy bei Laon (Frankreich), Le Relais Charlemagne (21. bis 22. Oktober 2017), Tagungsprogramm in: H-Soz-Kult, 27. September 2017 (Digitalisat)
- Archäologen der Handschrift. Wilhelm Dorow und Karl August Varnhagen. Colloquium und Ausstellung zu den von beiden Autoren hrsg. Facsimiles von Autographen zum 175. Todestag Wilhelm Dorows am 16. Dezember 2020, Ort: Kalkriese bei Bramsche, Museum und Park Varusschlacht, 26./27. September 2020. Tagungsprogramm (ursprünglich zu Dorows 230. Geburtstag für 21./22. März geplant) in H-Announce (Web-Ressource), aktualisiertes Programm in H-Soz-Kult, 16. September 2020 (Web-Ressource)

## Veröffentlichungen
- Ludwig Stern: Die Varnhagen von Ensesche Sammlung in der Königlichen Bibliothek zu Berlin. Behr, Berlin 1911 (broschiert, unbeschnitten, nummeriert, wird nur an Mitglieder abgegeben)
- Nikolaus Gatter (Hrsg.), unter Mitarbeit von Eva Feldheim und Rita Viehoff: Almanach 1: Wenn die Geschichte um eine Ecke geht. Berliner Wissenschafts-Verlag, Berlin 2000, ISBN 3-8305-0025-4
- Nikolaus Gatter (Hrsg.), unter Mitarbeit von Christian Liedtke und Elke Wenzel: Almanach 2: Makkaroni und Geistesspeise. Berliner Wissenschafts-Verlag, Berlin 2002, ISBN 3-8305-0296-6
- Nikolaus Gatter: „Lebensbilder, die Zukunft zu bevölkern.“ Von Rahel Levins Salon zur ‚Sammlung Varnhagen‘. Begleitheft zur Ausstellung, Köln 2007, ISBN 978-3-00-019894-6
- Karl August Varnhagen von Ense: Paris, 1810. Reisebericht aus Straßburg, Lothringen und Paris mit neun Briefen von Henriette Mendelssohn an den Autor. Köln 2013, ISBN 978-3-00-040929-5
- Nikolaus Gatter (Hrsg.), unter Mitarbeit von Inge Brose-Müller und Sigrun Hopfensperger: Almanach 3: Der Sopha schön, und doch zum Lottern. Berliner Wissenschafts-Verlag, Berlin 2015, ISBN 978-3-8305-0579-2
- Gazzettino. Mitteilungen der Varnhagen Gesellschaft e. V. Nr. 1 (1998) ff., als elektronische Ressource auf der Vereins-Webseite verfügbar.